# Denise Maerker
Denise Maerker Salmón (Ciudad de México, 8 de enero de 1965), conocida como Denise Maerker, es una periodista mexicana que trabaja en la radio, en la televisión y en la prensa escrita. También se ha desempeñado en el ambiente académico.

## Trayectoria
Realizó estudios en ciencias económicas y sociales en la Universidad Católica de Lovaina, Bélgica. Cursó la licenciatura en Derecho y la maestría en Ciencias Políticas. Tiene estudios de doctorado de estudios profesionales del sistema político comparado en la Sorbona de París.
Ingresó al mundo del periodismo en 1997, apareciendo en CNI Noticias al lado de Ciro Gómez Leyva en CNI Canal 40.
Fue conductora del noticiero Punto de partida hasta junio de 2016. Condujo el noticiero nocturno En punto con Denise Maerker hasta el 9 de enero de 2023. Ambas producciones por Noticieros Televisa. Es miembro del Consejo de Administración de Televisa S. A. B.
Denise es parte del panel de analistas del programa Tercer grado, desde su primera emisión y hasta el día de hoy, compartiendo pantalla con otros periodistas como René Delgado, Raymundo Riva Palacio, Leo Zuckermann, Genaro Lozano, Sergio Sarmiento, entre otros. Y desde 2023 es conductora del programa de análisis deportivo Tercer grado deportivo.
Entre 2001 y el 4 de junio del 2024, condujo el noticiario radiofónico Atando cabos en Radio Fórmula y publicó, hasta 2015, la columna homónima para el diario El Universal.
En marzo de 2024, fue designada como moderadora en el primer debate presidencial para las elecciones federales de México en el mismo año junto al periodista Manuel López San Martín.